# Hana Frejková
Hana Frejková (geborene Warnholtz; 17. Januar 1945 in London) ist eine tschechische Schauspielerin.

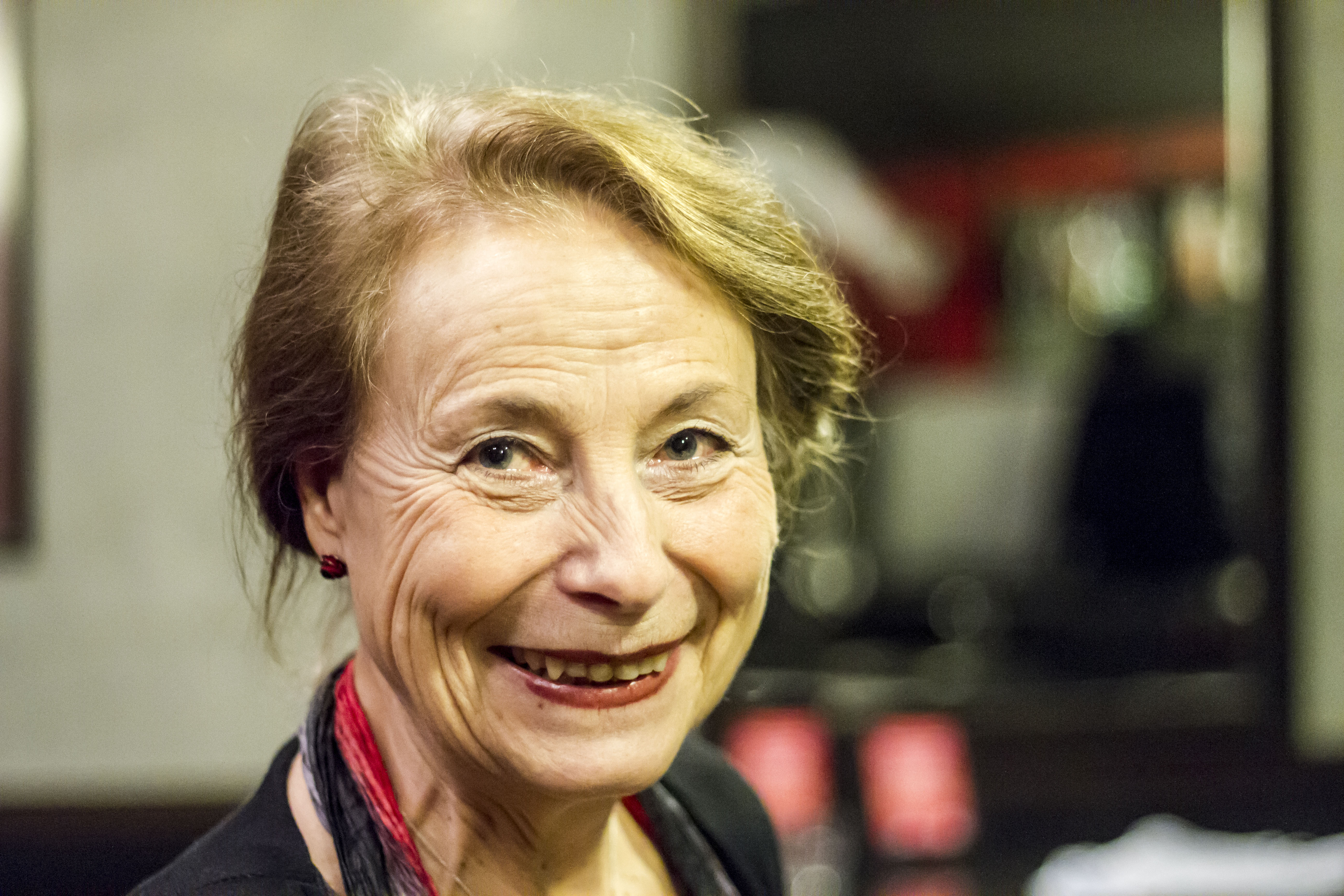
Hana Frejková (2015)

## Leben
Hanna Freund wurde als Tochter des tschechoslowakischen Ökonomen und kommunistischen Politikers Ludwig Freund und der aus Hamburg stammenden deutschen Schauspielerin Elsbeth Warnholtz in London geboren, wo sich ihre Eltern kennengelernt hatten, nachdem sie 1939 aus der von den Deutschen okkupierten Tschechoslowakei nach England geflohen waren. Die Eltern ihres Vaters wurden im Ghetto Theresienstadt Opfer des Holocaust. Nach Kriegsende kehrte ihr Vater im Juni 1945 in die Tschechoslowakei zurück und nannte sich fortan Ludvík Frejka. Ihre Mutter und sie kamen im Oktober 1945 nach, die Eltern heirateten 1946. Ihr Vater machte als Ökonom Karriere in der Kommunistischen Partei (KSČ) und als leitender Wirtschaftsberater der Tschechoslowakischen Regierung.
Die Familiensprache war zunächst Deutsch, weil ihre Mutter die tschechische Sprache noch nicht ausreichend gelernt hatte, wozu an der deutschsprachigen Bühne des Neuen Deutschen Theaters in Prag, an der sie zwischen 1929 und 1938 engagiert war, keine unmittelbare Notwendigkeit bestand. Die deutsche Bevölkerung wurde in der Nachkriegszeit aus der Tschechoslowakei vertrieben und der Gebrauch der deutschen Sprache war verpönt, daher haderte ihre Mutter, ihr Kind in der deutschen Sprache aufzuziehen, in der Erinnerung von Hana Frejková wurde das Mutter-Kind-Verhältnis sprachlos. Diese Sprachlosigkeit und den gesellschaftlichen Makel, das Kind eines jüdischen Staatsfeindes und einer Deutschen zu sein, hat sie später autobiografisch thematisiert.
Hana Frejková musste 1952 erleben, wie ihr Vater verhaftet wurde und im Slánský-Prozess zum Tode verurteilt und hingerichtet wurde. Sie wurde mit ihrer Mutter in den Norden der Tschechoslowakei verbannt, ihre Mutter musste versuchen, als Fabrikarbeiterin für den Familienunterhalt zu sorgen. Materielle Hilfen und den Kontakt zu ihrer Hamburger Familie lehnte die Mutter ab, erstmals besuchte die Tochter dann 1973 ihre Hamburger Verwandtschaft.
Nachdem die Verbannung 1960 gelockert worden war, studierte Frejková Schauspiel und Gesang an der Janáček-Akademie für Musik und Darstellende Kunst Brünn (JAMU) und an der Akademie der musischen Künste in Prag (DAMU). Sie wurde in verschiedenen Theatern engagiert, so in Karlsbad und in Prag. Seit 1986 wirkte sie als freie Künstlerin in nationalen und internationalen Theater-, Musical-, Kabarett-, Film- und Fernsehproduktionen mit. In Deutschland trat sie 1995 erstmals in einer Nebenrolle in Michael Verhoevens Verfilmung von George Taboris Mutters Courage auf.
Zu ihrer Familien- und Sprachgeschichte veröffentlichte sie 2007 das Buch Divný kořeny („Seltsame Wurzeln“, eine deutsche Übersetzung liegt nicht vor). Daraus entwickelte sie eine Bühnenperformance. Der von ihr mitproduzierte Film Hannah hatte im Januar 2020 Premiere.

## Autobiografie
- Hana Frejková: Divný kořeny. Prag : Torst, 2007

## Filme (Auswahl)
- 2008: Die Chroniken von Narnia: Prinz Kaspian von Narnia (The Chronicles of Narnia: Prince Caspian)
- 2015: Kind 44 (Child 44)
- 2016: Operation Anthropoid (Anthropoid)